# Джекилл и Хайд (телесериал)
«Джекилл и Хайд» (англ. Jekyll and hyde) — британский научно-фантастический телесериал канала ITV, созданный писателем Чарли Хигсоном. Сюжетно является продолжением романа Роберта Льюиса Стивенсона «Странная история доктора Джекила и мистера Хайда». В центре повествования находится внук оригинального доктора Джекилла, Роберт Джекилл, которому передалось по наследству раздвоение личности деда, однако его альтер эго оказывается куда более благородным. Действие сериала происходит в Лондоне и на Цейлоне.
5 января 2016 Хигсон в своём твиттере сообщил о закрытии сериала.

## Сюжет
Доктор Роберт Джекилл, добрый молодой учёный британского происхождения, проживает на Цейлоне в приёмной семье Наджарянов. Однако ему приходится отправиться в Лондон, когда он узнаёт о некоем наследстве, предназначенном ему от кровных родственников. В результате он узнаёт, что он внук легендарного учёного Генри Джекилла, который, как известно, с помощью химии создал себе вторую личность — Эдварда Хайда. Отец Роберта, Луис Джекилл, был зачат именно Хайдом, и поэтому Роберту тоже передался ген Хайда.
Более-менее научившись уживаться со своей пробудившейся злой половиной, Роберт начинает использовать свои новые силы для борьбы с чудовищными созданиями, ведущими за ним охоту. Кроме того, он невольно переходит дорогу секретному подразделению британской разведки, ведущему охоту на этих монстров.

## Главные персонажи
- Доктор Роберт Джекилл / Роберт Хайд (Том Бэйтман) — главный герой, внук оригинального доктора Джекилла. Подобно большинству современных интерпретаций своего деда, в своём режиме Хайда он обладает сверхчеловеческой силой, выносливостью и скоростью. При переходе в состояние Хайда почти не меняется внешне (только веки темнеют), но при этом ведёт себя более нагло и вызывающе, одновременно сохраняя доброе и заботливое отношение к своим близким.
- Роджер Буллстроуд (Ричард Грант) — глава подразделения MI6, охотящегося за сверхъестественным. Пытается завоевать доверие Роберта, но в то же время боится его альтер эго и опасается приобрести врага в его лице.
- Капитан Данс (Энцо Чиленти) — главный антагонист сериала. Руководитель организации монстров «Тэнэбрэ», пытающейся завоевать мир. Природа его самого не совсем ясна, но он не имеет мышечного покрова на грудной клетке и при этом способен остаться в живых после попадания двух пуль в грудь.
- Рави Наджарян (Майкл Карим) — приёмный младший брат Роберта и последний оставшийся в живых член его приёмной семьи. Был спасён Буллстроудом от монстров Данса и возвращён Роберту.
- Белла Чарминг (Натали Гумеде) — владелица ночного клуба «Империя» и любовный интерес Роберта в его ипостаси Хайда. Владеет некоторым объёмом информации о деятельности «Тэнэбрэ».
- Лили Кларк (Стефани Хаям) — студентка-химик, ставшая любовным интересом Роберта в его обычном состоянии. Под конец неожиданно раскрывается, что на самом деле она шпионка Буллстроуда и внучка сэра Дэнверса Карю (одного из персонажей оригинального романа, убитого Эдвардом Хайдом). Изначально Лили шпионила за Робертом с целью через него отомстить за своего деда, но полностью изменила мнение о Роберте, узнав его поближе. Тем не менее, правда о ней разрушила их роман.
- Гарсон (Дональд Самптер) — бывший слуга Генри Джекилла, присоединившийся к Роберту из былой привязанности к его деду. С юных лет влюблён в Мэгги, бабушку Роберта, и в ходе сериала наконец заводит с ней отношения.

## Закрытие
Сериал был закрыт из-за массы негативных отзывов и падающих рейтингов. Кроме того, сериал постоянно сравнивали с Доктором Кто в пользу последнего.

### Планы на продолжение
Вскоре после закрытия сериала Чарли Хигсон рассказал в своём твиттере, что у него были большие планы на второй сезон. В частности, планировалось ввести отца Роберта, Луиса Джекилла, и создать неохотный союз между Робертом и Буллстроудом. Однако вместо этого, вследствие закрытия сериала, финал подразумевает смерть всех главных персонажей.